# CD14
Cluster of differentiation 14 ook bekend als CD14 is een menselijk gen.
Het door dit gen gecodeerde proteïne is een onderdeel van het aangeboren immuunsysteem. CD14 komt in twee vormen voor. Het kan verankerd zijn in het celmembraan door de glycosylphosphatidylinositol staart (mCD14) of het kan in oplosbare vorm voorkomen (sCD14). Opgelost CD14 komt voor na het loslaten van de celmembraan van mCD14 (48 KDa) of wordt direct uitgescheiden door intracellulaire vesikels (56 KDa).
De naam CD14 komt van de indeling in de cluster of differentiation-groep (CD-groep) van merkerproteïnen op celoppervlakken.
CD14 was de eerst beschreven pattern recognition receptor.

## Functies
CD14 werkt als een co-receptor (samen met de Toll-like receptor TLR4 en MD-2) voor het waarnemen van bacteriële lipopolysacchariden (LPS). CD14 kan alleen LPS binden in de aanwezigheid van het lipopolysaccharide-bindend-proteïne (LBP).
Ofschoon LPS beschouwd wordt als het hoofdligand herkent CD14 ook andere ziekteverwekkende moleculaïre patronen.

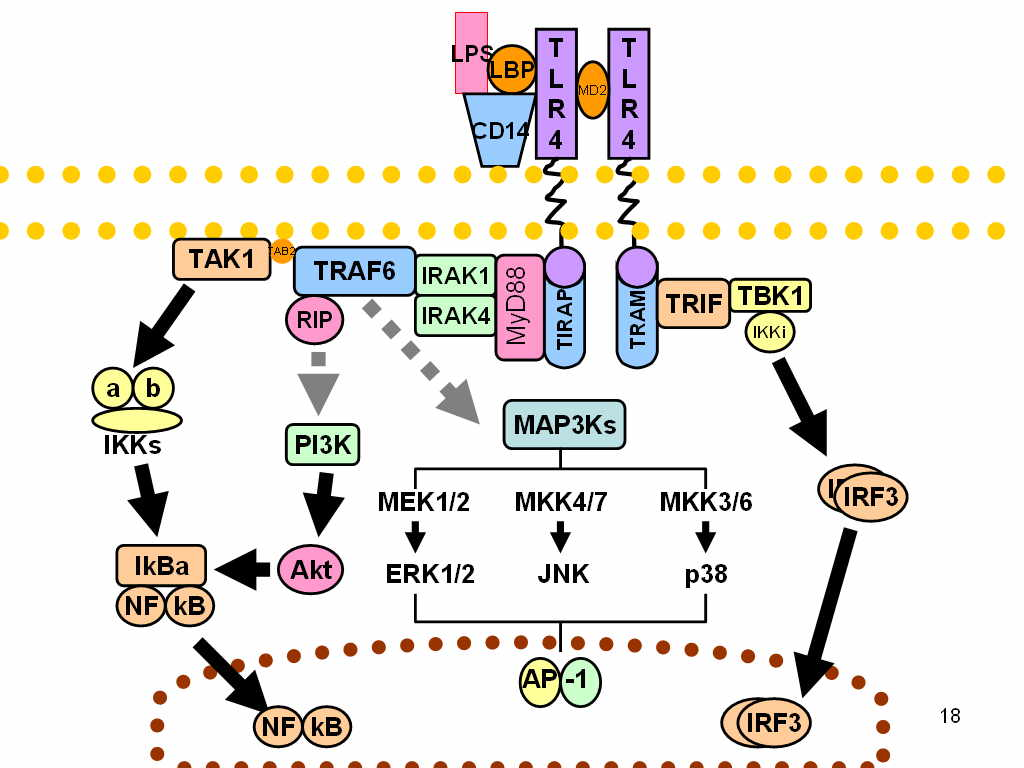
Toll-like receptoren van het aangeboren immuunsysteem herkent LPS en zorgt voor een immuunreactie.

## Voorkomen
CD14 werkt hoofdzakelijk bij macrofagen en 10 keer minder vaak bij neutrofiele granulocyten. Het werkt ook bij dendritische cellen. Een oplosbare vorm sCD14 wordt uitgescheiden door de lever en monocyten en is voldoende in lage concentraties voor het opgangbrengen van de LPS-reactie bij cellen waarbij op geen andere manier CD14 werkt. sCD14 komt ook voor in moedermelk waar het de microbiële groei van het kind in het spijsverteringskanaal zou regelen.

## Interacties
CD14 reageert met een lipopolysaccharide gebonden proteïne.